# Groupe de recherche sur les cétacés
Le Groupe de recherche sur les cétacés (dit GREC) est une Association loi de 1901 à but non lucratif. Le GREC est acteur de la recherche sur les cétacés en Méditerranée, dans le golfe de Gascogne, en Polynésie, et ailleurs dans le monde ; selon les campagnes, il travaille en autonomie ou en partenariat avec des universités ou institutions locales. Le groupe est composé d'une trentaine de membres actifs ou honoraires. Tous sont bénévoles.
L'association favorise la protection, prenant part à la mise sur pied de sanctuaires pour les Cétacés. Elle milite pour l'interdiction de la nage commerciale avec les mammifères marins,.
Le GREC a pour objectif :
- de favoriser l'acquisition de nouvelles connaissances sur les cétacés sauvages ;
- de diffuser ces connaissances vers la communauté scientifique ;
- de contribuer à l'éducation du public en matière de protection des cétacés dans leur milieu naturel.